# Summer jam 2003
Summer jam 2003 is de zomerhit uit het jaar 2003 van de Duits-Belgische dance-formatie The Underdog Project in samenwerking met The Sunclub, een Nederlandse dance-formatie.
De single kwam eind mei 2003 uit, waarna het snel de top van de Belgische en Nederlandse hitlijsten bereikte. In de Vlaamse Ultratop 50, de Top 40 en de Single Top 100 bleef de plaat bijna de gehele zomer op nummer 1 staan. Negen weken hield de plaat het vol in de Top 40 en de Ultratop en zeven weken in de Top 100 en werd Dancesmash op Radio 538. Ook in de rest van Europa was de single een groot succes, met top 3-noteringen in Wallonië, Frankrijk en Denemarken.
In het nummer zijn stukjes te horen uit Fiësta de los Tamborileros, de debuuthit van The Sunclub. Hiermee zijn ze een van de weinige acts die met dezelfde compositie in verschillende vormen meerdere keren de top 3 wist te halen.

## Tracklist
1. Summer jam 2003 (DJ F.R.A.N.K. 's Summermix Radio edit)
2. Summer jam 2003 (DJ Hardwell Bubbling Mix / F Edit)

## Schrijver
- Krishna, Vic
- Bruex, Christoph
- Cottura, Toni
- Smart, Craig Scott
- Browarczyk, Stephan
- Moshirian, Shahin
- Robin Albers

## Hitnotering
| "Summer jam 2003" in de Vlaamse Ultratop 50 Singles - binnen: 7 juni 2003 | "Summer jam 2003" in de Vlaamse Ultratop 50 Singles - binnen: 7 juni 2003 | "Summer jam 2003" in de Vlaamse Ultratop 50 Singles - binnen: 7 juni 2003 | "Summer jam 2003" in de Vlaamse Ultratop 50 Singles - binnen: 7 juni 2003 | "Summer jam 2003" in de Vlaamse Ultratop 50 Singles - binnen: 7 juni 2003 | "Summer jam 2003" in de Vlaamse Ultratop 50 Singles - binnen: 7 juni 2003 | "Summer jam 2003" in de Vlaamse Ultratop 50 Singles - binnen: 7 juni 2003 | "Summer jam 2003" in de Vlaamse Ultratop 50 Singles - binnen: 7 juni 2003 | "Summer jam 2003" in de Vlaamse Ultratop 50 Singles - binnen: 7 juni 2003 | "Summer jam 2003" in de Vlaamse Ultratop 50 Singles - binnen: 7 juni 2003 | "Summer jam 2003" in de Vlaamse Ultratop 50 Singles - binnen: 7 juni 2003 | "Summer jam 2003" in de Vlaamse Ultratop 50 Singles - binnen: 7 juni 2003 | "Summer jam 2003" in de Vlaamse Ultratop 50 Singles - binnen: 7 juni 2003 | "Summer jam 2003" in de Vlaamse Ultratop 50 Singles - binnen: 7 juni 2003 | "Summer jam 2003" in de Vlaamse Ultratop 50 Singles - binnen: 7 juni 2003 | "Summer jam 2003" in de Vlaamse Ultratop 50 Singles - binnen: 7 juni 2003 | "Summer jam 2003" in de Vlaamse Ultratop 50 Singles - binnen: 7 juni 2003 | "Summer jam 2003" in de Vlaamse Ultratop 50 Singles - binnen: 7 juni 2003 | "Summer jam 2003" in de Vlaamse Ultratop 50 Singles - binnen: 7 juni 2003 | "Summer jam 2003" in de Vlaamse Ultratop 50 Singles - binnen: 7 juni 2003 | "Summer jam 2003" in de Vlaamse Ultratop 50 Singles - binnen: 7 juni 2003 | "Summer jam 2003" in de Vlaamse Ultratop 50 Singles - binnen: 7 juni 2003 | "Summer jam 2003" in de Vlaamse Ultratop 50 Singles - binnen: 7 juni 2003 | "Summer jam 2003" in de Vlaamse Ultratop 50 Singles - binnen: 7 juni 2003 |
| Week                                                                      | 1                                                                         | 2                                                                         | 3                                                                         | 4                                                                         | 5                                                                         | 6                                                                         | 7                                                                         | 8                                                                         | 9                                                                         | 10                                                                        | 11                                                                        | 12                                                                        | 13                                                                        | 14                                                                        | 15                                                                        | 16                                                                        | 17                                                                        | 18                                                                        | 19                                                                        | 20                                                                        | 21                                                                        |                                                                           |                                                                           |
| ------------------------------------------------------------------------- | ------------------------------------------------------------------------- | ------------------------------------------------------------------------- | ------------------------------------------------------------------------- | ------------------------------------------------------------------------- | ------------------------------------------------------------------------- | ------------------------------------------------------------------------- | ------------------------------------------------------------------------- | ------------------------------------------------------------------------- | ------------------------------------------------------------------------- | ------------------------------------------------------------------------- | ------------------------------------------------------------------------- | ------------------------------------------------------------------------- | ------------------------------------------------------------------------- | ------------------------------------------------------------------------- | ------------------------------------------------------------------------- | ------------------------------------------------------------------------- | ------------------------------------------------------------------------- | ------------------------------------------------------------------------- | ------------------------------------------------------------------------- | ------------------------------------------------------------------------- | ------------------------------------------------------------------------- | ------------------------------------------------------------------------- | ------------------------------------------------------------------------- |
| Nummer                                                                    | 9                                                                         | 1                                                                         | 1                                                                         | 1                                                                         | 1                                                                         | 1                                                                         | 1                                                                         | 1                                                                         | 1                                                                         | 1                                                                         | 2                                                                         | 3                                                                         | 4                                                                         | 4                                                                         | 5                                                                         | 8                                                                         | 11                                                                        | 13                                                                        | 19                                                                        | 29                                                                        | 40                                                                        | uit                                                                       |                                                                           |

| "Summer jam 2003" in de Nederlandse Top 40 - binnen: 7 juni 2003 | "Summer jam 2003" in de Nederlandse Top 40 - binnen: 7 juni 2003 | "Summer jam 2003" in de Nederlandse Top 40 - binnen: 7 juni 2003 | "Summer jam 2003" in de Nederlandse Top 40 - binnen: 7 juni 2003 | "Summer jam 2003" in de Nederlandse Top 40 - binnen: 7 juni 2003 | "Summer jam 2003" in de Nederlandse Top 40 - binnen: 7 juni 2003 | "Summer jam 2003" in de Nederlandse Top 40 - binnen: 7 juni 2003 | "Summer jam 2003" in de Nederlandse Top 40 - binnen: 7 juni 2003 | "Summer jam 2003" in de Nederlandse Top 40 - binnen: 7 juni 2003 | "Summer jam 2003" in de Nederlandse Top 40 - binnen: 7 juni 2003 | "Summer jam 2003" in de Nederlandse Top 40 - binnen: 7 juni 2003 | "Summer jam 2003" in de Nederlandse Top 40 - binnen: 7 juni 2003 | "Summer jam 2003" in de Nederlandse Top 40 - binnen: 7 juni 2003 | "Summer jam 2003" in de Nederlandse Top 40 - binnen: 7 juni 2003 | "Summer jam 2003" in de Nederlandse Top 40 - binnen: 7 juni 2003 | "Summer jam 2003" in de Nederlandse Top 40 - binnen: 7 juni 2003 | "Summer jam 2003" in de Nederlandse Top 40 - binnen: 7 juni 2003 | "Summer jam 2003" in de Nederlandse Top 40 - binnen: 7 juni 2003 | "Summer jam 2003" in de Nederlandse Top 40 - binnen: 7 juni 2003 | "Summer jam 2003" in de Nederlandse Top 40 - binnen: 7 juni 2003 | "Summer jam 2003" in de Nederlandse Top 40 - binnen: 7 juni 2003 |
| Week                                                             | 1                                                                | 2                                                                | 3                                                                | 4                                                                | 5                                                                | 6                                                                | 7                                                                | 8                                                                | 9                                                                | 10                                                               | 11                                                               | 12                                                               | 13                                                               | 14                                                               | 15                                                               | 16                                                               | 17                                                               | 18                                                               | 19                                                               |                                                                  |
| ---------------------------------------------------------------- | ---------------------------------------------------------------- | ---------------------------------------------------------------- | ---------------------------------------------------------------- | ---------------------------------------------------------------- | ---------------------------------------------------------------- | ---------------------------------------------------------------- | ---------------------------------------------------------------- | ---------------------------------------------------------------- | ---------------------------------------------------------------- | ---------------------------------------------------------------- | ---------------------------------------------------------------- | ---------------------------------------------------------------- | ---------------------------------------------------------------- | ---------------------------------------------------------------- | ---------------------------------------------------------------- | ---------------------------------------------------------------- | ---------------------------------------------------------------- | ---------------------------------------------------------------- | ---------------------------------------------------------------- | ---------------------------------------------------------------- |
| Nummer                                                           | 11                                                               | 1                                                                | 1                                                                | 1                                                                | 1                                                                | 1                                                                | 1                                                                | 1                                                                | 1                                                                | 1                                                                | 2                                                                | 2                                                                | 6                                                                | 5                                                                | 6                                                                | 8                                                                | 10                                                               | 17                                                               | 30                                                               | uit                                                              |

| "Summer jam 2003" in de Single Top 100 - binnen: 31 mei 2003 | "Summer jam 2003" in de Single Top 100 - binnen: 31 mei 2003 | "Summer jam 2003" in de Single Top 100 - binnen: 31 mei 2003 | "Summer jam 2003" in de Single Top 100 - binnen: 31 mei 2003 | "Summer jam 2003" in de Single Top 100 - binnen: 31 mei 2003 | "Summer jam 2003" in de Single Top 100 - binnen: 31 mei 2003 | "Summer jam 2003" in de Single Top 100 - binnen: 31 mei 2003 | "Summer jam 2003" in de Single Top 100 - binnen: 31 mei 2003 | "Summer jam 2003" in de Single Top 100 - binnen: 31 mei 2003 | "Summer jam 2003" in de Single Top 100 - binnen: 31 mei 2003 | "Summer jam 2003" in de Single Top 100 - binnen: 31 mei 2003 | "Summer jam 2003" in de Single Top 100 - binnen: 31 mei 2003 | "Summer jam 2003" in de Single Top 100 - binnen: 31 mei 2003 | "Summer jam 2003" in de Single Top 100 - binnen: 31 mei 2003 | "Summer jam 2003" in de Single Top 100 - binnen: 31 mei 2003 | "Summer jam 2003" in de Single Top 100 - binnen: 31 mei 2003 | "Summer jam 2003" in de Single Top 100 - binnen: 31 mei 2003 | "Summer jam 2003" in de Single Top 100 - binnen: 31 mei 2003 | "Summer jam 2003" in de Single Top 100 - binnen: 31 mei 2003 | "Summer jam 2003" in de Single Top 100 - binnen: 31 mei 2003 | "Summer jam 2003" in de Single Top 100 - binnen: 31 mei 2003 | "Summer jam 2003" in de Single Top 100 - binnen: 31 mei 2003 | "Summer jam 2003" in de Single Top 100 - binnen: 31 mei 2003 | "Summer jam 2003" in de Single Top 100 - binnen: 31 mei 2003 | "Summer jam 2003" in de Single Top 100 - binnen: 31 mei 2003 | "Summer jam 2003" in de Single Top 100 - binnen: 31 mei 2003 |
| Week                                                         | 1                                                            | 2                                                            | 3                                                            | 4                                                            | 5                                                            | 6                                                            | 7                                                            | 8                                                            | 9                                                            | 10                                                           | 11                                                           | 12                                                           | 13                                                           | 14                                                           | 15                                                           | 16                                                           | 17                                                           | 18                                                           | 19                                                           | 20                                                           | 21                                                           | 22                                                           | 23                                                           | 24                                                           |                                                              |
| ------------------------------------------------------------ | ------------------------------------------------------------ | ------------------------------------------------------------ | ------------------------------------------------------------ | ------------------------------------------------------------ | ------------------------------------------------------------ | ------------------------------------------------------------ | ------------------------------------------------------------ | ------------------------------------------------------------ | ------------------------------------------------------------ | ------------------------------------------------------------ | ------------------------------------------------------------ | ------------------------------------------------------------ | ------------------------------------------------------------ | ------------------------------------------------------------ | ------------------------------------------------------------ | ------------------------------------------------------------ | ------------------------------------------------------------ | ------------------------------------------------------------ | ------------------------------------------------------------ | ------------------------------------------------------------ | ------------------------------------------------------------ | ------------------------------------------------------------ | ------------------------------------------------------------ | ------------------------------------------------------------ | ------------------------------------------------------------ |
| Nummer                                                       | 40                                                           | 9                                                            | 2                                                            | 1                                                            | 1                                                            | 1                                                            | 1                                                            | 1                                                            | 1                                                            | 1                                                            | 2                                                            | 2                                                            | 4                                                            | 3                                                            | 5                                                            | 5                                                            | 5                                                            | 8                                                            | 14                                                           | 26                                                           | 33                                                           | 44                                                           | 67                                                           | 88                                                           | uit                                                          |